# Campionato europeo di flag football Under-15
Il Campionato europeo di flag football Under-15 è una competizione sportiva internazionale a cadenza biennale, in cui si assegna il titolo europeo di flag football Under-15.

## Elenco edizioni

### Misti
| Anno          | Edizione | Ospitante                |               | Finale    | Finale        | Finale     |              | Finale terzo e quarto posto | Finale terzo e quarto posto | Finale terzo e quarto posto |
| Anno          | Edizione | Ospitante                | Vincente      | Risultato | 2º posto      | 3º posto   | Risultato    | 4º posto                    |                             |                             |
| 1995 Dettagli | I        |                          | Segnaposto    |           | Segnaposto    | Segnaposto |              | Segnaposto                  |                             |                             |
| 1996 Dettagli | II       | Bolzano (BZ), Italia     | Segnaposto    |           | Segnaposto    | Italia     |              | Segnaposto                  |                             |                             |
| 1997 Dettagli | III      |                          | Segnaposto    |           | Segnaposto    | Segnaposto |              | Segnaposto                  |                             |                             |
| 1998 Dettagli | IV       |                          | Segnaposto    |           | Segnaposto    | Segnaposto |              | Segnaposto                  |                             |                             |
| 1999 Dettagli | V        |                          | Segnaposto    |           | Segnaposto    | Segnaposto |              | Segnaposto                  |                             |                             |
| 2000 Dettagli | VI       | Germania                 | Germania      | 18 - 14   | Gran Bretagna | Austria    | 20 - 19      | Svizzera                    |                             |                             |
| 2001 Dettagli | VII      |                          | Segnaposto    |           | Segnaposto    | Segnaposto |              | Segnaposto                  |                             |                             |
| 2002 Dettagli | VIII     |                          | Segnaposto    |           | Segnaposto    | Segnaposto |              | Segnaposto                  |                             |                             |
| 2003 Dettagli | IX       | Bologna (BO), Italia     | Gran Bretagna | 32 - 24   | Germania      | Russia     | 20 - 18      | Spagna                      |                             |                             |
| 2004 Dettagli | X        | Düsseldorf, Germania     | Paesi Bassi   | 32 - 14   | Francia       | Italia     | 36 - 27      | Germania                    |                             |                             |
| 2005 Dettagli | XI       | Gran Canaria, Spagna     | Austria       | 42 - 34   | Paesi Bassi   | Francia    | 39 - 33 o.t. | Germania                    |                             |                             |
| 2006 Dettagli | XII      | Newcastle, Gran Bretagna | Paesi Bassi   |           | Germania      | Spagna     |              | Segnaposto                  |                             |                             |
| 2008 Dettagli | XIII     | Bondoufle, Francia       | Paesi Bassi   | 39 - 34   | Austria       | Francia    | 41 - 38      | Germania                    |                             |                             |
| 2010 Dettagli | XIV      | Ostia (RM), Italia       | Germania      | 32 - 12   | Paesi Bassi   | Italia     | 40 - 19      | Austria                     |                             |                             |
| 2012 Dettagli | XV       | Lelystad, Paesi Bassi    | Paesi Bassi   | 51 - 45   | Germania      | Svizzera   | 44 - 25      | Russia                      |                             |                             |

### Maschilii
| Anno          | Edizione | Ospitante        |          | Finale    | Finale   | Finale   |           | Finale terzo e quarto posto | Finale terzo e quarto posto | Finale terzo e quarto posto |
| Anno          | Edizione | Ospitante        | Vincente | Risultato | 2º posto | 3º posto | Risultato | 4º posto                    |                             |                             |
| 2016 Dettagli | XVI      | Belgrado, Serbia | Italia   | 48 - 26   | Spagna   |          |           |                             |                             |                             |

## Albo d'oro
| Squadra       | 1º | 2º | 3º |
| Paesi Bassi   | 4  | 2  | 0  |
| Germania      | 2  | 3  | 0  |
| Austria       | 1  | 1  | 1  |
| Gran Bretagna | 1  | 1  | 0  |
| Italia        | 1  | 0  | 3  |
| Francia       | 0  | 1  | 2  |
| Spagna        | 0  | 0  | 1  |
| Russia        | 0  | 0  | 1  |
| Svizzera      | 0  | 0  | 1  |